# Vladimir Simagin
Vladimir Pavlovič Simagin (in russo Владимир Павлович Симагин?; Mosca, 21 giugno 1919 – Kislovodsk, 25 settembre 1968) è stato uno scacchista sovietico.
Vinse tre volte il campionato di scacchi di Mosca (1947, 1956, 1959).
Assieme a Vladimir Makogonov, fu allenatore di Vasilij Smyslov nel periodo in cui diede la scalata al titolo mondiale, negli anni Cinquanta.
Partecipò a sette campionati sovietici dal 1951 al 1965.
Ottenne il titolo di Grande maestro nel 1962. I migliori risultati di torneo furono il 2º posto a Sarajevo nel 1963 e il 1º-5º posto a Soči nel 1967.
Era un forte giocatore per corrispondenza. Vinse il campionato sovietico per corrispondenza del 1964.
Pubblicò un libro con le sue migliori partite, tradotto in spagnolo col titolo El estilo posicional (Editorial Fundamentos, Madrid 1965).
Morì per un attacco cardiaco a Kislovodsk mentre stava partecipando a un torneo.